# Blassgelber Zotten-Milchling
Der Blassgelbe Zotten-Milchling (Lactarius tuomikoskii) ist eine Pilzart aus der Familie der Täublingsverwandten (Russulaceae). Es ist ein mittelgroßer bis großer Milchling mit einer sich gelb verfärbenden Milch und einem blassgelben, ungezonten Hut, der am Rand oft radial gerunzelt ist. Der Milchling wächst in feuchten, basenarmen Nadelwäldern und ist mit Fichten vergesellschaftet. Die Fruchtkörper des ungenießbaren Milchlings erscheinen meist zwischen August und September. Der Milchling ist überwiegend in der borealen Nadelwaldzone Fennoskandinaviens verbreitet.

## Merkmale

### Makroskopische Merkmale
Der 4–8 (16) cm breite Hut ist jung flach gewölbt, bald schon ausgebreitet und in der Mitte niedergedrückt. Die Oberfläche ist glatt, matt und im feuchten Zustand schmierig bis schleimig. Von jung an ist der Milchling mehr oder weniger gleichmäßig einheitlich gelb, seltener jung ganz weiß gefärbt. Zur Hutmitte hin sind sie oft etwas dunkler, mehr ockergelb bis honigfarben. Der Rand bleibt lange Zeit eingebogen und ist klebrig zottig behaart. Ältere Exemplare sind angedrückt faserschuppig und radial runzelig gefurcht.
Die jung cremefarben, später ockergelben Lamellen sind breit am Stiel angewachsen oder laufen etwas daran herab, in Stielnähe sind sie öfter gewellt oder gegabelt. Sie sind mittelbreit und stehen ziemlich gedrängt. Das Sporenpulver ist blass cremefarben.
Der zylindrische oder mehr oder weniger bauchige und zur Basis hin schwach verjüngte Stiel ist 4–6 (13) cm lang und 1,5–3,5 cm breit. Die Oberfläche ist glatt und mehr oder weniger samtig. Jung ist der Stiel weißlich bis blassgelb gefärbt und auf seiner ganzen Länge bereift. Später ist er mehr cremeockerlich und verkahlt zunehmend. Bisweilen kann der Stiel an der Basis ockergelb gefleckt sein, er zeigt aber niemals grubige Flecken. Das Stielinnere ist schon bald hohl.
Das fast weiche bis mittelfeste Fleisch ist im Hut ziemlich dick. Es ist weißlich bis blass gelblich und verfärbt sich im Anschnitt besonders unterhalb der Huthaut und im Stiel schwefelgelb. Das Fleisch schmeckt überwiegend mild, aber ölig und wird nach einiger Zeit leicht bitter oder schärflich. Der Geruch ist mehr oder weniger fruchtig und erinnert an Zitronenmelisse. Die anfangs weiße und recht spärlich fließende Milch verfärbt sich fast sofort schwefelgelb. Sie schmeckt ölig und dann bitter bis leicht scharf.

### Mikroskopische Merkmale
Die rundlichen bis elliptischen Sporen sind durchschnittlich 8,4–8,9 µm lang und 6,5–7,0 µm breit. Der Q-Wert (Quotient aus Sporenlänge und -breite) ist 1,1–1,3. Das Sporenornament wird bis zu 1 µm hoch und besteht aus wenigen Warzen sowie Rippen, die fast vollständig netzartig verbunden sind. Isoliert stehende Warzen und Grate kommen nur selten vor. Der Hilarfleck ist von außen her bis ins Zentrum hinein amyloid.
Die keuligen, 4-sporigen Basidien sind 45–60 µm lang und 10–13 µm breit. Die spärlichen Pleuromakrozystiden sind 30–90 µm lang und 5–10 µm breit. Sie sind zylindrisch bis gewunden oder spindelig bis pfriemförmig. Einige haben eine mucronate Spitze. Die Lamellenschneiden sind sterile, auf ihnen findet man zahlreiche, mehr oder weniger zylindrische bis keulige oder teilweise verbogene Parazystiden.
Die Huthaut (Pileipellis) ist eine 200–400 µm dicke Ixocutis, aus sehr engen, verschrumpelten und 1–5 µm breiten Hyphen, die mehr oder weniger parallel liegen und unregelmäßig verflochten sind. Dazwischen findet man einzelne Lactiferen.

## Artabgrenzung
Die wichtigsten Merkmale dieses Pilzes sind, neben der weißen sich schwefelgelb verfärbenden Milch, der einheitlich blassgelbe und ungezonte Hut, der runzelig gefurchte Hutrand und der weiße Stiel, der nicht grubig gefleckt ist. Hinzu kommt der Standort auf überwiegend basenarmen Böden bei Fichten. Der ähnliche und ebenfalls sehr seltene Löwengelbe Milchling (Lactarius leonis) hat ebenfalls einen gelben, ungezonten Hut. Sein Stiel ist jedoch auffällig grubig gefleckt und außerdem wächst er an nährstoffreichen, feuchten Standorten, meist über Kalk. Seine Sporen sind normalerweise kleiner und haben ein fein-netziges Ornament.
In Nordeuropa gibt es mit dem Olivfarbenen Gruben-Milchling (Lactarius olivinus) und dem Goldhaupt-Milchling (Lactarius auriolla) noch zwei weitere ähnliche Arten. Der Olivfarbene Gruben-Milchling scheint besonders nahe mit dem Blassgelben Zotten-Milchling verwandt zu sein. Sein ebenfalls gelblicher Hut ist deutlich olivfarben getönt und seine Makrozystiden sind breiter und meist auch zahlreicher. Der Goldhaupt-Milchling ist kleiner und hat kleinere Sporen.

## Ökologie und Verbreitung

Verbreitung des Blassgelben Zotten-Milchlings in Europa.
Legende:
grün = Länder mit Fundmeldungen
weiß = Länder ohne Nachweise
hellgrau = keine Daten
dunkelgrau = außereuropäische Länder

Der Milchling ist in der mittleren und nördlichen borealen Zone von Fennoskandinavien ziemlich häufig. In West- und Mitteleuropa hingegen ist er sehr selten. Aus den norditalienischen Alpen und aus Deutschland (Schwarzwald) gibt es Berichte von wenigen Einzelfunden. Auch in der Schweiz ist er sehr selten.
Der Blassgelbe Zotten-Milchling ist wie alle Milchlinge ein Mykorrhizapilz. Innerhalb dieser symbiotischen Beziehung dient wahrscheinlich ausschließlich die Fichte als Wirt. Nach Kytövuori ist der Blassgelbe Zotten-Milchling die einzige Art aus der Untersektion Scrobiculati, die nährstoff- und basenarme Böden besiedelt. Man findet ihn in feuchten Fichtenwäldern, typischerweise inmitten von Moospolstern. Besonders häufig ist er mit den beiden Moosen Sphagnum girgensohnii und Hylocomium splendens vergesellschaftet. Die Fruchtkörper erscheinen einzeln bis gesellig zwischen August und September.

## Systematik
Der finnische I.Kytovuori beschrieb den Milchling 1984 zusammen mit vier weiteren Milchlingen aus der Untersektion Scrobiculati. Der Holotyp der Art wurde vom Autor im nordfinnischen Lappland bei Rovaniemi gesammelt.
Sein Artattribut (Epitheton) trägt er zu Ehren des finnischen Botanikers, Entomologen und Sprachwissenschaftlers Risto Kalevi Tuomikoski.

### Infragenerische Systematik
Maria Basso und Heilmann-Clausen stellen den Milchling in die Untersektion Scrobiculati, die bei Basso unterhalb der Sektion Piperites steht. Heilmann-Clausen hingegen ordnet sie der Sektion Zonarii zu. Die Vertreter der Untersektion haben meist einen schmierigen Hut, dessen Hutrand mehr oder weniger behaart ist. Die scharfe und anfangs weiße Milch verfärbt sich nach einer Weile gelb. M. Bon stellt den Milchling in die Sektion Tricholomoidei. Die Vertreter ähneln denen der Sektion Zonarii, haben aber einen wollig-filzigen Hutrand.

## Bedeutung
Der Milchling gilt zumindest in Mitteleuropa als ungenießbar.